# Morgan Fisher
Morgan Fisher (Londres, 1 de janeiro de 1950) é um tecladista, compositor e fotógrafo britânico, mais conhecido por ser ex-integrante da banda Mott the Hoople, durante a década de 70.
Nos anos 80, por ter uma relação de amizade com os integrantes do Queen, foi convidado a tocar na Hot Space Tour. Sua participação foi lançada no álbum Queen on Fire – Live at the Bowl, lançado em 2004. Fisher também já gravou com Yoko Ono, Roger Daltrey e outros artistas.
Em 1980, lançou o álbum solo Miniatures.

## Discografia
Solo
- 1980: Miniatures
- 1985: Ivories
- 1990: Echoes of Lennon
- 1999: Peace In The Heart Of The City
- 2000: Water Music